# ألبرت جاي ماكنيل
ألبرت جاي ماكنيل (بالإنجليزية: Albert J. McNeil)‏ هو مخرج جوقة أمريكي، ولد في 14 فبراير 1920.